# 1700 Pacific
1700 Pacific je mrakodrap v Dallasu. Má 50 podlaží a výšku 200 metrů, je tak 7. nejvyšší mrakodrap ve městě. Výstavba probíhala v letech 1981–1983 podle projektu, který vypracovala firma WZMH Architects. Developer stavby byla společnost Trammel Crow a v současnosti je ve vlastnictví Lincoln Property Company. Budova disponuje prostory o celkové výměře 124 932 m2.